# Mathilde Berendsen Nathan
Mathilde Berendsen Nathan (Denemarken, Kopenhagen, 10 juni 1857- Noorwegen, Oslo, 22 februari 1926) was een Deens / Noors componiste en pianiste.

## Achtergrond
Mathilde Berendsen werd geboren binnen het gezin van Joachim Berendsen en Ester Berendsen. Ze huwde in 1884 kledinggrossier John Nathan en kreeg drie kinderen. Ze was componiste en kende een carrière als pianiste.

## Concert
- 8 september 1883 samen met Thekla Nathan (schoonzus) in de concertzaal van Brødrene Hals
- 13 juni 1890 samen met Ida Basilier-Magelssen, Gustav Lange en Martin Ursin
- 15 oktober 1895: concert met Sophie Apenes
- 12 maart 1918 speelde ze eigen werk in Oslo

## Composities
- opus 1: Drie etudes voor piano
  - Etude mélodique
  - Studie
  - Oktav etude
  - opgedragen aan muziekuitgever Carl Warmuth
- opus 2: Polka mignonne (Warmuth
- opus 3: Romance (voor piano) (circa 1892)
- opus 5: Hongaarse schetsen (circa 1890)
- opus 8: Twee pianostukken
  - Barcarole, Stemning
- opus 10: Capricco (Oluf By) 
  - Ved afskeden, Sung uden ord, Idyl
- opus 11: Drie pianostukken
- opus 12: Vuggevise (1909)
- opus 13: Gavotte (1909)
- opus 14: Serenade (voor piano
  - uitgegeven door Oluf By Musikforlag
- opus 15:Zes melodische pianostukken (Oluf By, 1912)
  - Sehnsucht, Imrpomptu, Kinderspiele, Nocturne, Walzer, Schmetterlingen
- opus 16: Drie peludes
  - prelude in As majeur
  - prelude in fis mineur
  - prelude in E majeur
- opus 17: Vaarvise
- opus 18: Allegretto gracioso
- opus 19: I Tanker in fis mineur
- opus 20: Romance
- opus 21: Resignation
- opus 25: Rondo (uitgegeven in Italië Edizioni Carisch)
- opus 26: Valse caprice (uitgegeven in Italië Edizioni Carisch)
- Feestmars (1890)
- Scherzo (Brødrene Hals Musikforlag) (1893)

- Gemeinsame Normdatei: 1056111577
- International Standard Name Identifier: 0000 0000 5006 672X
- Library of Congress Control Number: nr97019936
- MusicBrainz: e5ea28b3-1c6d-40fa-a257-30595aa4d3cc
- Virtual International Authority File: 73760457
- WorldCat: E39PBJvxyGqGqtrgmY8Vhj6xjC